# Martiněves
Martiněves (en allemand : Martinowes) est une commune du district de Litoměřice, dans la région d'Ústí nad Labem, en Tchéquie. Sa population s'élevait à 827 habitants en 2021.

## Géographie
Martiněves se trouve à 10 km au sud-ouest de Roudnice nad Labem, à 19 km au sud de Litoměřice, à 33 km au sud d'Ústí nad Labem et à 39 km au nord-ouest de Prague.
La commune est limitée au nord par Budyně nad Ohří, à l'est par Račiněves et Bříza, au sud par Hospozín, Kmetiněves et Postovice (district de Kladno, région de Bohême-Centrale) et à l'ouest par Mšené-lázně.

## Histoire
La première mention écrite du village date de 1226.

## Administration
La commune se compose de quatre quartiers :
- Charvatce
- Martiněves
- Pohořice
- Radešín

## Galerie

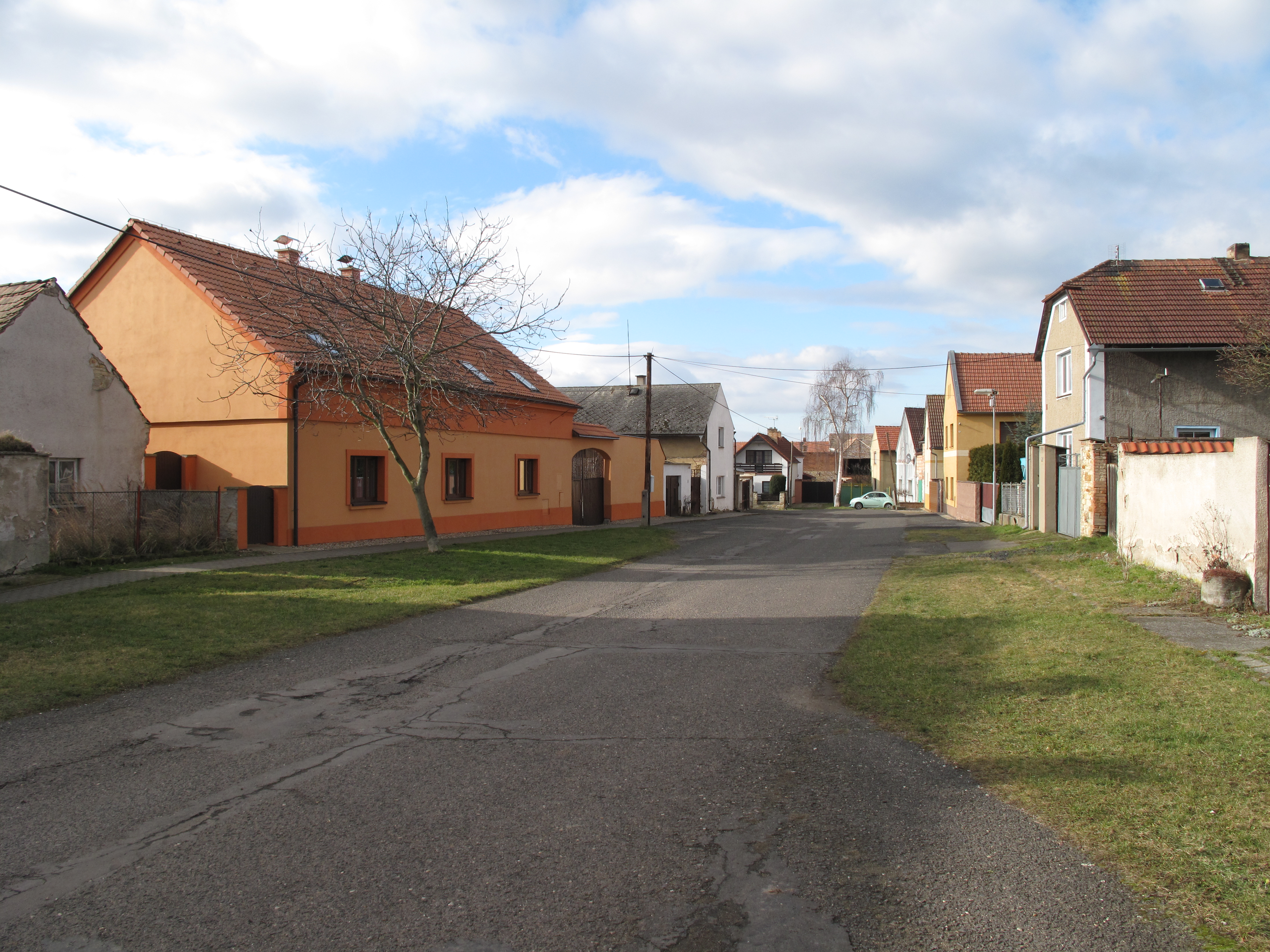
Pohořice.
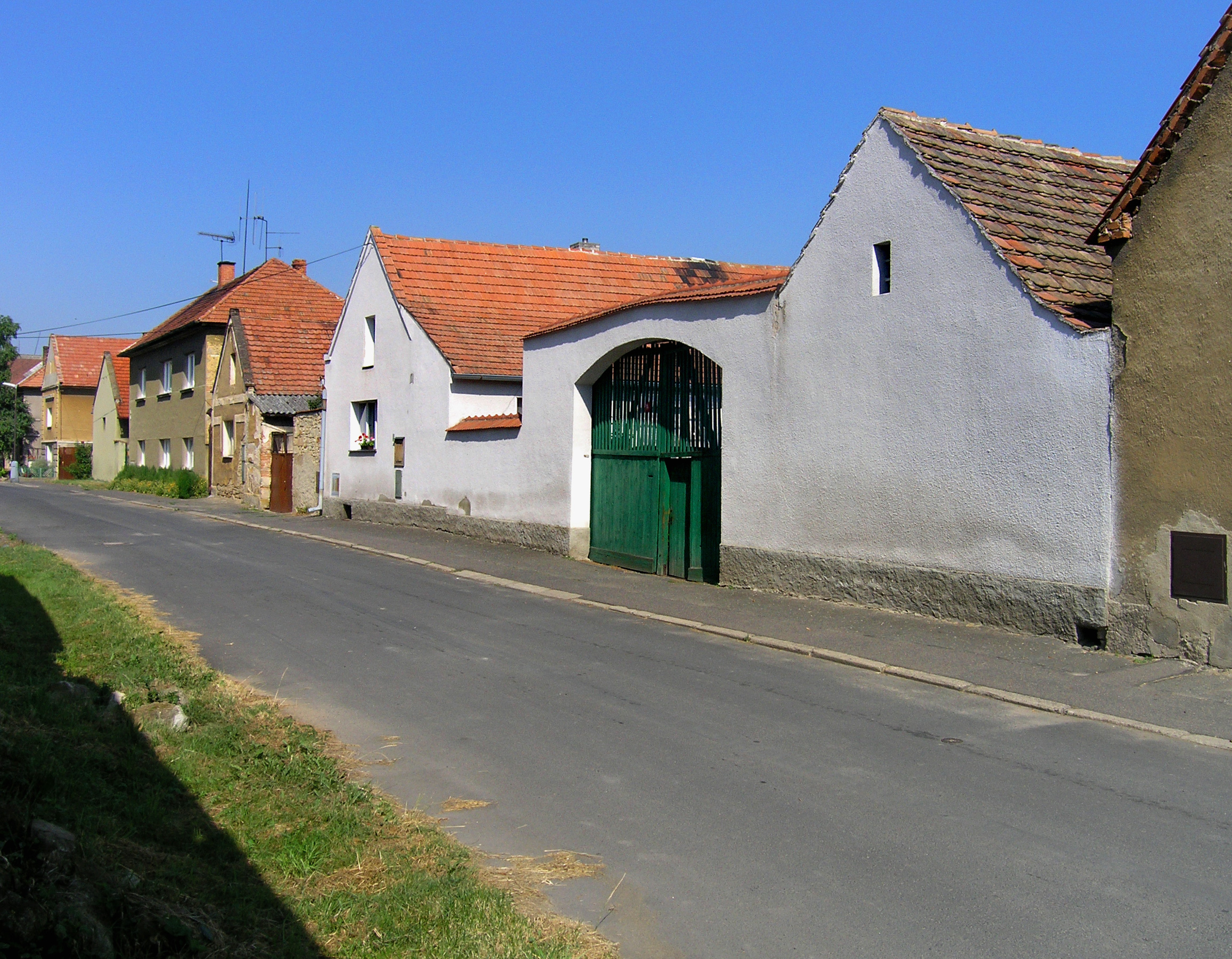
Martiněves.

## Transports
Par la route, Martiněves se trouve à 16 km de Roudnice nad Labem, à 25 km de Litoměřice, à 49 km d'Ústí nad Labem  et à 52 km de Prague.